# Торопово (Ленінськ-Кузнецький округ)
То́ропово (рос. Торопово) — присілок у складі Ленінськ-Кузнецького округу Кемеровської області, Росія.

## Населення
Населення — 177 осіб (2010; 236 у 2002).
Національний склад (станом на 2002 рік):
- росіяни — 94 %